# ふじさき怜
ふじさき怜（ふじさき れい）は、日本の男性イラストレーター。埼玉県在住。繊細なタッチの魅力的な人物のイラストを描く。
2016年9月を以って創作活動を中止している。

## 作品リスト
イラスト・挿絵
- ASTRO GIRLS　星座・天文　萌えて覚える宇宙の基本　ISBN 978-4569708966